# 木原仙八
木原 仙八（きはら せんぱち、1870年6月25日（明治3年5月27日） - 1944年（昭和19年）4月27日）は、大日本帝国陸軍軍人。最終階級は陸軍中将。

## 経歴・人物
福岡県士族木原好次郎の弟として生まれる。安芸国（現・広島県）出身。福岡県立尋常中学修猷館を経て、1896年（明治29年）陸軍士官学校第7期卒業。1903年（明治36年）陸軍大学校第17期卒業。
1916年（大正5年）11月に陸軍歩兵大佐・広島連隊区司令官、1918年（大正7年）7月に歩兵第9連隊長、1921年（大正10年）6月に陸軍少将・近衛歩兵第2旅団長、1923年（大正12年）8月に第1師団司令部附を経て、1926年（大正15年）3月2日に陸軍中将に昇進と同時に待命、同月22日に予備役に編入した。